# Jon Chu

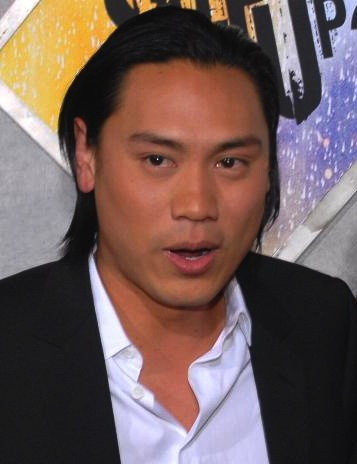
Jon Chu și mama sa la premiera filmului Step Up 2: The Streets

Jon Chu, pe numele său adevărat Jonathan M. Chu  (n. 2 noiembrie 1979, Palo Alto, California, SUA), este un regizor și scenarist american.
A absolvit Academia de Film din California, acolo unde a câștigat mai multe premii, printre care și premiul pentru regie Jack Nicholson. A foost cooptat de către agenția lui William Morris în mai multe proiecte de gen, după care s-a angajat la Sony Pictures. În afară de preocupările sale regizorale, Jon Chu mai face parte și dintr-o trupă de dans, AC/DC or Adam/Chu, cu care are mare succes și este recunoscut deja pentru talentul său. Tatăl său este un celebru bucătar, care deține un restaurant foarte popular în California, "La bucătarul Chu".

## Filmografie
- Step Up 2: The Streets (2008)
- Step Up 3D (2010)
- Justin Bieber: Never Say Never (2011)
- G.I. Joe: Retaliation (2013)
- Justin Bieber's Believe (2013)
- Jem and the Holograms (2015)
- Now You See Me: Jaful Perfect 2 (2016)
- Asiatici bogați și nebuni (2018)
- In the Heights (2021)
- Vrăjitoarele (2024)
- Wicked: For Good (2025)